# Et blad falder til Himlen
|  | Denne artikel er oprettet af botten PalnaBot ud fra en ekstern database. Den kan derfor have sproglige fejl eller mangler. Denne skabelon kan fjernes efter kontrol af indholdet. |

Et blad falder til Himlen er en film instrueret af Anders Birch, Diddle Elnif.

## Handling
Jeg kunne ikke længere holde ud at se min far være spærret inde på et plejehjem. At besøge ham dag efter dag med min 2-årige datter, uden at han kunne huske os. At være nødt til hver gang at fortælle ham, hvem han var og hvor han var, at mor var død, at jeg var hans søn, som var blevet gift og havde fået et barn. Ved hvert besøg blev verden nulstillet, og vi startede forfra igen. Sådan beskriver forfatteren Knud Romer den sidste tid med sin demente far. Et langtrukkent farvel, der først for alvor fuldbyrdes, da Knud Romer i samarbejde med komponisten Bent Sørensen og DR's pigekor får opført værket "Et blad falder til himlen" i Tivolis koncertsal som en afsked til faren. I dokumentarfilmen af samme navn, følger vi tilblivelsen af koncerten fra de sidste samtaler mellem Knud Romer og faren på plejehjemmet, hans død på hospitalet, rydningen af barndomshjemmet i Nykøbing Falster og den fuldendte koncert i koncertsalen. Filmen "Et blad falder til himlen" handler om det universelle: at dø, at blive voksen, at være den næste generation, der en dag skal dø - fortalt af Knud Romer.